# Luigi Manusardi
Luigi Manusardi (Colombier, 1891 – Ponte Tisisat Dildil, 27 novembre 1937) è stato un militare italiano, insignito della medaglia d'oro al valor militare alla memoria nel corso delle grandi operazioni di polizia coloniale in Africa Orientale Italiana.

## Biografia
Nacque a Colombier, in Svizzera, nel 1891, all'interno di una nobile famiglia lombarda. Arruolatosi nel Regio Esercito compì l'anno di volontariato nel Reggimento "Nizza Cavalleria" (1º), venendo posto in congedo con il grado di sergente il 30 novembre 1911. Nel gennaio 1913 fu nominato sottotenente di complemento e allo scoppio della prima guerra mondiale, transitato in servizio permanente effettivo, fu trasferito in servizio al Reggimento "Cavalleggeri di Roma" (20º) con il quale, appiedato, si distinse in combattimento a Monfalcone rimanendo gravemente ferito. Promosso tenente, nell’ottobre 1917 transitò, a domanda, nel corpo dei bombardieri, assumendo il comando della 258ª Batteria bombarde. Dopo la fine del conflitto, decorato di medaglia d'argento e di bronzo al valor militare, fece parte di varie missioni alleate di controllo,  a Berlino, Vienna, Budapest e nei Paesi Baltici. Successivamente prestò servizio nei reggimenti "Lancieri di Firenze", "Lancieri di Milano", e "Lancieri di Aosta" e, divenuto capitano nel 1926, al Reggimento "Piemonte Cavalleria" (2º). Dal 1929 al 1934, quando fu promosso al grado di maggiore, ricoprì le funzioni di ufficiale addetto al capo di stato maggiore.  Destinato poi, a domanda, al Regio corpo truppe coloniali della Cirenaica, vi rimase tre anni come comandante del II Gruppo squadroni cavalleria coloniale. Rientrato in Patria nell'aprile 1937, presentò domanda per essere trasferito in servizio in Africa Orientale e, assegnato al Regio corpo truppe coloniali d'Eritrea partì da Napoli nell'ottobre successivo per assumere il 20 dello stesso mese, a Gondar, il comando del V Gruppo squadroni di cavalleria coloniale.
Cadde in combattimento al ponte Tisisat Dildil il 27 novembre 1937, nel corso delle grandi operazioni di polizia coloniale in Africa Orientale Italiana, e fu insignito della medaglia d'oro al valor militare alla memoria. Una via di Milano porta il suo nome.

### Fonti
1. 1 2 3 4 5 6 7 8 9  Combattenti Liberazione.
2. 1 2 3  Gruppo Medaglie d'Oro al Valor Militare 1965, p. 270.
3. ↑   Bollettino ufficiale delle nomine, promozioni e destinazioni negli ufficial, 1922,  p. 2764. URL consultato il 5 marzo 2022.
4. ↑   Manusardi, Luigi Medaglia d'oro al valor militare, su quirinale.it, Quirinale. URL consultato l'11 luglio 2021.